# درون‌ریزی (روان‌شناسی)
درون‌ریزی (انگلیسی: Acting in) یک اصطلاح روان‌شناختی در مباحث مربوط به مکانیسم‌های دفاع روانی و کنترل خود است. هر چند این اصطلاح در طول زمان، گاه در معانی مختلفی به‌کار رفته است؛ اما معمولاً در تقابل و به عنوان رفتار متضاد با برون‌ریزی تعریف می‌شود.
- درون‌ریزی به زبان ساده مقاومت و خویشتن‌داری فرد در مقابل میل و هوس است. اما در شکل افراطی آن، مانند توسل به حرکات و رفتار صرفاً مشغول کننده، در عمل می‌تواند به خودخوری و بدخلقی منجر شود. برای مثال شخص ممکن است بیهوده سرفه کند یا خمیازه بکشد.
- معنی دیگر درون‌ریزی، نقش بازی کردن (آکتوری) است؛ یعنی نقش افراد مهم در خاطرات گذشته به شخص مقابل نسبت داده می‌شود. برای مثال فرد می‌تواند همان‌طور که در گذشته از پدر خود اطاعت می‌کرده، رفتاری مطیع در مقابل مصاحبه‌گر پیشه کند یا برعکس اگر در گذشته همیشه با پدر خود درگیری داشته، رفتاری پرخاشگرانه در مصاحبه با کارفرما بروز دهد. البته در معنی نقش بازی کردن (آکتوری)، درون‌ریزی و برون‌ریزی با هم تفاوت دارند. درون‌ریزی شامل نقش بازی کردن در همهٔ موارد، مانند روابط عاشقانه یا محیط کار و از جمله جلسات مشاوره می‌شود و رفتاری کم و بیش آگاهانه است. درحالی‌که برون‌ریزی در معنی نقش بازی کردن، تنها شامل جلسات مشاوره شده و یک رفتار ناخودآگاه است. با این حال در گسترهٔ زمان و مکان این معانی با هم مخلوط شده و در تعریف دقیق این اصطلاح پراکندگی وجود دارد.[۱]